# Anse des Philibert
Anse des Philibert (do 5 lipca 1993 Anse des Fribert) – zatoka (ang. cove, fr. anse) w kanadyjskiej prowincji Nowa Szkocja, w hrabstwie Inverness; nazwa Anse des Fribert urzędowo zatwierdzona 17 czerwca 1975.